# چلاس

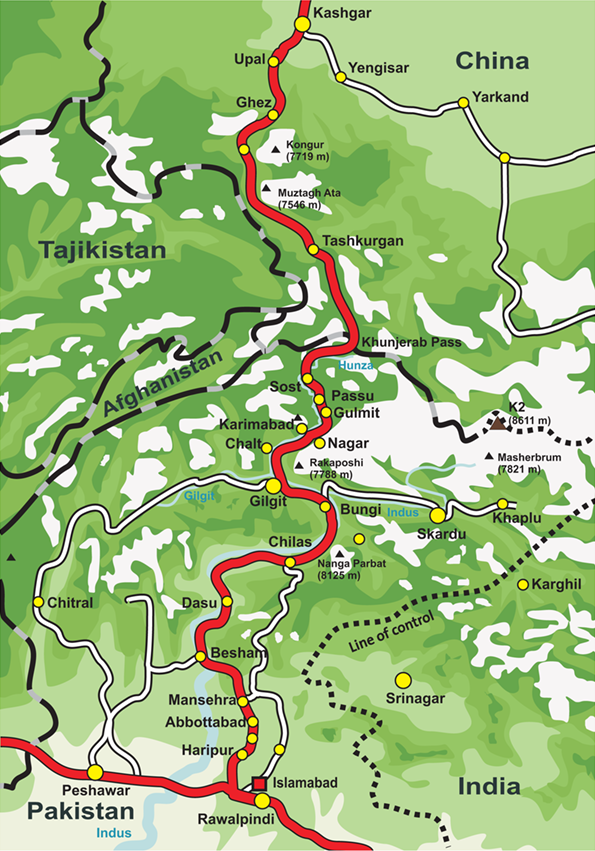
نمای کلی شاهراه قره‌قروم در شمال پاکستان.

چــِلاس شهر کوچکی در مناطق شمالی پاکستان است.
این شهر به وسیله شاهراه قره‌قروم به جاده ابریشم پیوسته است.
زبان مردم دره چلاس، زبان شینا نام دارد و از شاخه داردی زبان‌های هندوآریایی است.
در نزدیکی چلاس و دیگر مناطق شمالی پاکستان بیش از ۲۰ هزار قطعه سنگ‌نگاره باستانی یافت شده‌است.
غلام‌النصر چلاسی معروف به بابا چلاسی، از شاعران پارسی‌گوی پاکستان از اهالی این شهر بود.